# عيسى حبيب بيلي
عيسى أكبر أغلو حبيب بيلي (16 أكتوبر 1949 -)، نائب رئيس أكاديمية العلوم الوطنية الاذربيجانية، رئيس لجنة العلم والتعليم للمجلس القومي لجمهورية أذربيجان، مدير معهد الأدب باسم نظامي كنجوي لدى آكاديمية العلوم الوطنية الاذربيجانية.

## التعليم
- كلية علم اللغات لجامعة ناختشفان الحكومية (دبلوم الشرف). 1967-1971.
- الدكتوراه في معهد الادب باسم نظامي كنجوي لدى آكاديمية العلوم الوطنية الاذربيجانية (1974-1978).
- المؤشرات الرئيسية لنشاطه العلمي: مؤلف 89 كتاب، 1428 مقال، و212 مقال علمي مطبوع في الخارج.

## كتبه
- 12 دراسة، مادة دراسية، مادتين دراسيتين، 18 كراسة، 26 كتاب الترتيب (اجمالي 89)، كان مشرفا علميا لـ 29 مرشح علمي و4 دكاترة للعلوم.
- تمت طباعة مؤلفاته في اللغات الإنجليزية والفرنسية والروسية والتركية والعربية والفارسية والاردية والغارية والمجرية ولتوانية وغيرها بالإضافة إلى اللغة الأذربيجانية.
- زار بصورة رسمية الولايات المتحدة الأمريكية وإنجلترا والصين وفرنسا وروسيا وتركيا وألمانيا وكوريا الجنوبية واسبانيا وإيران والعراق وبلغاريا ونمسا وجمهورية مصر العربية وتونس واوكرانيا وباكستان والمجر وكزاخستان وجورجيا ومنغوليا وغيرها من الدول والقى كلمات في المؤتمرات والندوات الدولية وقدم تقارير علمية فيها.
- موضوع اطروحة الماجستير: كلمات رومانسية اذربيجانية في اوائل القرن العشرين – 57.15.01 – النظرية الادبية
- موضوع اطروحة الدكتوراه: جليل ممد قولو زاده: بيئته ومعاصريه – 5716.01 – تاريخ الادب الاذربيجاني.
- انتخابه عضوا مراسلا في آكاديمية العلوم الوطنية الاذربيجانية: 2001 – اسم التخصص: الادب الاذربيجاني.
- انتخابه عضوا حقيقيا في آكاديمية العلوم الوطنية الاذربيجانية: 2003 – اسم التخصص: الدراسات الادبية.
- النشاطات العلمية الرئيسية: دراسة مشاكل ومراحل الادب الاذربيجاني في القرن التاسع عشر والعشرين وتراث جليل ممد قولو زاده ومحمد تاغي صدقي واينلي بي سلطانوف ومحمد اغا شاختاختنسكي.
- التحقيق في المشكلات النظرية لشاعرية والشعر الرومانسي: مفاهيم ومراحل تطور الأدب الأذربيجاني؛ الدراسات النظرية على هجاء. المشكلات الفعلية للنظرية الأدبية.

## مواقع العمل
- نائب رئيس الجامعة للشؤون العلمية بجامعة ولاية ناخشيفان (1991-1996)
- رئيس جامعة ولاية ناخشيفان (1996-2013)
- نائب رئيس الأكاديمية الوطنية الأذربيجانية للعلوم (من عام 2013)
- مدير معهد الأدب الذي يحمل اسم نظامي كنجوي لدى الأكاديمية الوطنية الأذربيجانية للعلوم (من عام 2013)

## العضوية في المؤتمرات العلمية للجمهورية والبلدان الدولية والاجنبية
- - عضو مراسل في معهد أتاتورك للثقافة واللغة والتاريخ (1999)،
- - عضو لجنة جائزة الدولة لجمهورية أذربيجان،
- - عضو مجلس التنسيق للأذربيجانيين العالميين (2001)،
- - عضو حقيقي لأكاديمية الدولية للمعلوماتية الدولية التابعة لمنظمة الامم المتحدة (2006)،
- - عضو في هيئة تحرير المجلة العلمية الدولية في موسكو (2008)،

## النشاط الاجتماعي السياسي
- نائب المجلس الاعلى لجمهورية ناختشفان ذاتية الحكم (1998-2005)
- نائب المجلس الوطني لجمهورية أذربيجان (من عام 2005)
- رئيس لجنة العلوم والتعليم في المجلس القومي (من عام 2015)
- رئيس لجنة دراسة أسماء المواقع الجغرافية في البرلمان (منذ عام 2015)
- عضو المجلس السياسي لحزب أذربيجان الجديدة
- رئيس لجنة ميثاق الأكاديمية الوطنية للعلوم في أذربيجان (من عام 2013)
- رئيس تحرير «أخبار» لآكاديمية العلوم الوطنية الاذربيجانية
- رئيس تحرير مجلات «مجموعة الأدب»، «الشعرية»، «العلاقات الادبية» لدى معهد الادب باسم نظامي كنجوي.
- رئيس مجلس أطروحة معهد الأدب الذي يحمل اسم نظامي كنجوي لدى آكاديمية العلوم القومية الاذربيجانية.

## المنح والجوائز
- المرسوم الفخري لوزارة التربية والتعليم (1999)
- اللقب الفخري للعلماء الشرف لجمهورية أذربيجان (1999)
- «الصديق الفخري لجامعة أنقرة» (1999)
- «شخصية العام» من قبل المعهد الأمريكي للسيرة الذاتية (2001)
- «خدمة بارات متفوقة» لمؤسسة اللغات لجمهورية تركيا (2004)
- وسام المجد (2007)
- وسام الشرف (2009)
- دبلوم الأكاديمية الدولية للمعلوماتية «النخبة في عالم المعلومات» والميدالية «رئيس الإدارة العلمية» (2009)
- جائزة رمزية لمعهد أوراسيا للثقافة والفنون بتركيا (2009)
- جائزة مؤسسة حسين غازي للثقافة والفنون بالجمهورية التركية (2009)
- المرسوم الفخري للمجلس الاعلى لجمهورية ناختشفان ذاتية الحكم (2009)
- المرسوم الفخري للأكاديمية الوطنية الأذربيجانية للعلوم (2009)
- جائزة الأكاديمية الدولية للمعلوماتية «قائد الاتجاه العلمي لتطوير الأدب الأذربيجاني في القرنين التاسع عشر والعشرين والفكر العلمي والفني الحديث في أذربيجان» (2009)